# Vaggeryds kyrka
Vaggeryds kyrka är en kyrkobyggnad som tillhör Byarum-Bondstorps församling i Växjö stift. Kyrkan ligger centralt i samhället Vaggeryd.

## Kyrkobyggnaden
Kyrkan uppfördes 1973–1974 efter ritningar av arkitekterna Eva och Bernt Mejlander och invigdes på Mikaelidagen 29 september 1974 av biskop Sven Lindegård. Kyrkan har väggar av betongelement belagda med dansk sjösten. Vid kyrkans ingång finns ett klocktorn. Två klockor hänger i tornet. Storklockan väger 400 kg och lillklockan 250 kg.
Kyrkorummet har ett golv belagt med italiensk marmor och ett tak av ljusa träfanérskivor.

## Inventarier
- Det fristående stenaltaret är av enkel bordstyp och har tillverkats av den lokala konstnären Bertil Ågren.
- Dopskålen har tillverkats av Lindshamns Glasbruk.

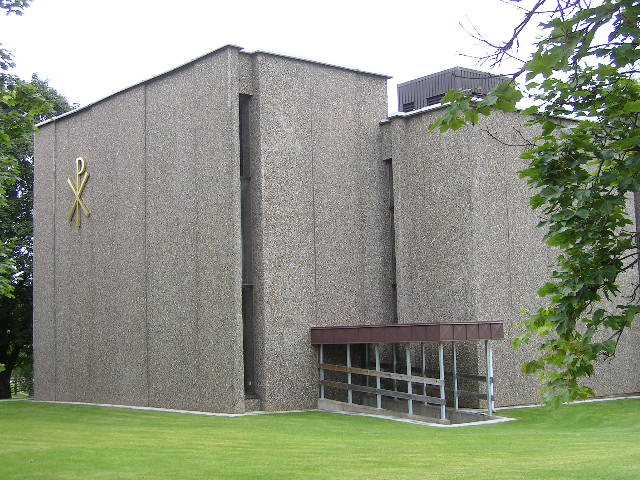
Kyrkan sedd från sydost (Jönköpingsvägen)

### Orgel
- Orgel 1978 från Västbo Orgelbyggeri, Långaryd är en mekanisk orgel.

| Huvudverk I   | Svällverk II      | Pedal           | Koppel |
| Rörflöjt 8’   | Gedackt 8’        | Subbas 16’      | I/P    |
| Principal 4’  | Fugara 8'         | Gedackt 8’      | II/P   |
| Quintatön 4'  | Spillpfeife 4’    | Gedacktpommer4' | II/I   |
| Waldflöjt 2'  | Kvint 2 2/3'      |                 |        |
| Mixtur 3 chor | Principal 2'      |                 |        |
|               | Ters 1 3/5'       |                 |        |
|               | Oktava 1'         |                 |        |
|               | Tremulant         |                 |        |
|               | Crescendosvällare |                 |        |

### Fotnoter
1. ↑  ”Vaggeryds kyrka”. Svenska kyrkan. https://www.svenskakyrkan.se/byarum/vaggeryds-kyrka. Läst 17 juni 2017.